# Gymnelia taos
Gymnelia taos är en fjärilsart som beskrevs av George Francis Hampson 1898. Gymnelia taos ingår i släktet Gymnelia och familjen björnspinnare. Inga underarter finns listade i Catalogue of Life.